# Pyongyang Time
Pyongyang Time blev 15 augusti 2015 standardtiden i Nordkorea. Den var 8 timmar och 30 minuter före UTC (UTC+8½).  Från och med den 5 maj 2018 återgick Nordkorea till Koreansk normaltid, samma som i Sydkorea, 9 timmar före UTC (UTC+9).